# Supercoupe d'Espagne féminine de football
La Supercoupe d'Espagne féminine de football (en espagnol : Supercopa de España femenina de fútbol) est une compétition espagnole de football. 
De 1997 à 2000, elle oppose le vainqueur du Championnat d'Espagne au vainqueur de la Coupe d'Espagne, disputée en matchs aller-retour. En cas de doublé Coupe-Championnat par une équipe, c'est le finaliste de la Coupe qui affronte le vainqueur du doublé Coupe-Championnat.
Depuis 2020, la compétition se dispute dans un format à quatre équipes. Les équipes qualifiées sont les deux finalistes de la Coupe d'Espagne et les deux équipes les mieux classées du championnat non qualifiées via la Coupe d'Espagne.

## Palmarès

### 1997-2000 (sur 2 rencontres)
| Année | Vainqueur       | Finaliste             | Score aller / retour |
| 1997  | San Vicente CFF | Espanyol de Barcelone | 2-5 / 2-1            |
| 1998  | Atlético Málaga | SD Lagunak            | 4-3 / 1-0            |
| 1999  | Eibartarrak FT  | Oroquieta Villaverde  | 3-0 / 0-5            |
| 2000  | Levante UD (2)  | CFF Puebla            | 5-1 / 1-2            |

### Depuis 2020 (format 4 équipes)
| Année     | Vainqueur          | Finaliste          | Score  | Demi-finalistes                  | Stade                         | Ville               | Pays    |
| 2019-2020 | FC Barcelone       | Real Sociedad      | 10 - 1 | Atlético de Madrid Levante UD    | Stade Helmántico              | Salamanque          | Espagne |
| 2020-2021 | Atlético de Madrid | Levante UD         | 3 - 0  | FC Barcelone Logroño             | Stade des Jeux méditerranéens | Almería             | Espagne |
| 2021-2022 | FC Barcelone       | Atlético de Madrid | 7 - 0  | Real Madrid Levante UD           | La Ciudad del Fútbol          | Las Rozas de Madrid | Espagne |
| 2022-2023 | FC Barcelone       | Real Sociedad      | 3 - 0  | Real Madrid SC Huelva            | Stade Romano                  | Mérida              | Espagne |
| 2023-2024 | FC Barcelone       | Levante UD         | 7 - 0  | Atlético de Madrid Real Madrid   | Stade municipal de Butarque   | Leganés             | Espagne |
| 2024-2025 | FC Barcelone       | Real Madrid        | 5 - 0  | Atlético de Madrid Real Sociedad | Stade municipal de Butarque   | Leganés             | Espagne |

## Bilan par club
| Club                       | Vainqueur | Finaliste | Éditions remportées          | Éditions perdues |
| -------------------------- | --------- | --------- | ---------------------------- | ---------------- |
| FC Barcelone               | 5         | 0         | 2020, 2022, 2023, 2024, 2025 | –                |
| Levante UD/San Vicente CFF | 2         | 2         | 1997, 2000                   | 2021, 2024       |
| Atlético de Madrid         | 1         | 1         | 2021                         | 2022             |
| Eibartarrak FT             | 1         | 0         | 1999                         | –                |
| Atlético Málaga            | 1         | 0         | 1998                         | –                |
| Real Sociedad              | 0         | 2         | –                            | 2020, 2023       |
| Real Madrid                | 0         | 1         | –                            | 2025             |
| CFF Puebla                 | 0         | 1         | –                            | 2000             |
| Oroquieta Villaverde       | 0         | 1         | –                            | 1999             |
| SD Lagunak                 | 0         | 1         | –                            | 1998             |
| Espanyol de Barcelone      | 0         | 1         | –                            | 1997             |